# Cattedrale di Bradford
La cattedrale di Bradford (cattedrale di San Pietro, in inglese Cathedral Church of St Peter) è stata la chiesa principale della diocesi anglicana di Bradford, nel West Yorkshire (Inghilterra), dal 1919 al 2014.
Il luogo su cui sorge è sede di culto cristiano sin dall'VIII secolo. La chiesa è stata una parrocchiale fino alla creazione della Diocesi di Bradford nel 1919. Questa diocesi fu abolita nel 2014 e unita con Wakefield e Ripon per formare la Diocesi anglicana di Leeds; quindi la cattedrale di Bradford é divenuta una concattedrale.